# Joseph Dowling
Joseph „Joe“ Dowling (* 2. Februar 1922 in Dublin; † 31. Mai 2014 in Ballinasloe, County Galway) war ein irischer Politiker der Fianna Fáil. Er war von 1965 bis 1977 Abgeordneter (Teachta Dála) des Dáil Éireann, des Unterhauses des Parlaments (Oireachtas) und von 1977 bis 1981 Mitglied des Seanad Éireann, des Oberhauses. 

## Leben
Dowling war als Auktionator tätig, bevor er in die Politik einstieg. Er hatte schon bei der Nachwahl für Bernard Butler 1959 und der Wahl am 4. Oktober 1961 im Wahlkreis Dublin South-West versucht, in den Dáil einzuziehen. Dies gelang ihm aber erst bei den Wahlen 1965. Seinen Sitz konnte er dann bei den Wahlen 1969 und 1973 verteidigen. Als er dann bei den Wahlen zum Dáil Éireann 1977 im Wahlkreis Dublin Ballyfermot antrat, verlor er seinen Sitz, wurde jedoch über die Arbeitsliste in den Seanad Éireann gewählt. Weder bei den Wahlen zum Dáil Éireann 1981 im Wahlkreis Cork East noch bei den Wahlen im Februar 1982 konnte er einen Erfolg erzielen.
Dowling war zweimal verheiratet und hatte drei Kinder.